# Miguel Marcos Madera
Miguel Marcos Madera (Lena, 8 november 1985) - alias Míchel - is een Spaans betaald voetballer die bij voorkeur als middenvelder speelt.

## Jeugd
Míchel liep zijn jeugd grotendeels door bij voetbalclub Real Oviedo, destijds actief in de Segunda División B. In 2003 werd Míchel gescout door Sporting Gijón. Hij speelde daar twee jaar in het tweede elftal.

## Carrière
In het seizoen 2005/2006 kwam Míchel voor het eerst bij het eerste elftal. Na zijn debuut speelde Míchel meerdere wedstrijden. De jaren daarop groeide Míchel uit tot een stabiele basiskracht. Hij speelde vaak en scoorde af en toe een doelpunt. Míchel speelde meestal als verdedigende middenvelder. Soms werd hij ook gewoon als centrale middenvelder of rechtermiddenvelder gebruikt. Aan het eind van 2009 toonde Birmingham City interesse voor Míchel. Een deal volgde snel. Míchel vertrok in de winter van het seizoen 2009/10 naar Engeland. Hij speelde er maar 9 wedstrijden waarvan 3 als basisspeler. Hij werd vervolgens het seizoen daarop uitgeleend aan de Griekse voetbalclub AEK Athene. Bij Athene speelde Míchel 15 wedstrijden. Dit lage aantal kwam doordat hij pas weer in de winterstop werd uitgeleend. Hij was van grote waarde voor de ploeg. Omdat Míchel overbodig was bij Birmingham City, stapte hij transfervrij over naar Getafe CF. In het seizoen 2014-2015 werd hij overgenomen door Maccabi Haifa, maar na een seizoen vertrok Michél al transfervrij naar FK Qarabag.

## Statistieken
| Seizoen | Club            | Competitie               | Wedstrijden | Doelpunten |
| ------- | --------------- | ------------------------ | ----------- | ---------- |
| 2005/06 | Sporting Gijón  | Primera División         | 24          | 1          |
| 2006/07 | Sporting Gijón  | Primera División         | 35          | 3          |
| 2007/08 | Sporting Gijón  | Primera División         | 36          | 3          |
| 2008/09 | Sporting Gijón  | Primera División         | 30          | 0          |
| 2009/10 | Sporting Gijón  | Primera División         | 14          | 0          |
| 2009/10 | Birmingham City | Premier League           | 9           | 0          |
| 2010/11 | → AEK Athene    | Super League Griekenland | 15          | 0          |
| 2011/12 | Getafe CF       | Primera División         | 22          | 1          |
| 2012/13 | Getafe CF       | Primera División         | 17          | 0          |
| 2013/14 | Getafe CF       | Primera División         | 15          | 0          |
| 2014/15 | Maccabi Haifa   | Ligat Ha'Al              | 25          | 1          |
| 2015/16 | FK Qarabag      | Premyer Liqası           | 23          | 4          |
| 2016/17 | FK Qarabag      | Premyer Liqası           | 24          | 4          |
| 2017/18 | FK Qarabag      | Premyer Liqası           | 23          | 3          |
| Totaal  | Totaal          | Totaal                   | 312         | 20         |